# Моаврова формула
Моаврова формула је математичка формула помоћу које се може степеновати комплексан број представљен у тригонометријској форми. Моаврова формула гласи:
{\displaystyle \ z_{n}=[\rho (\cos \phi +i\sin \phi )]^{n}=\rho ^{n}(\cos n\phi +i\sin n\phi )},
где је {\displaystyle \rho } модуо, а {\displaystyle \phi } аргумент комплексног броја.
Уз помоћ Моаврове формуле можемо изразити {\displaystyle \cos n\phi } и {\displaystyle \sin n\phi } степенима од {\displaystyle \cos \phi } и {\displaystyle \sin \phi }. Моаврова формула је названа по француском математичару Абрахаму де Моавру (Abraham de Moivre), пријатељу И. Њутна. Данашњи вид овој формули дао је Леонард Ојлер.